# Lobatera (município)
Lobatera é um município da Venezuela localizado no estado de Táchira.
A capital do município é a cidade de Lobatera.